# Els Obagots (la Torre d'Eroles)

Els Obagots, respecte del terme d'Abella de la Conca

Els Obagots, és un indret del terme municipal d'Abella de la Conca, a la comarca del Pallars Jussà.
Estan situats a l'antiga caseria de la Torre d'Eroles, al nord-est de la vila d'Abella de la Conca. És al nord-est de la Torre d'Eroles, prop i també al nord-est de la desapareguda Casa Birrillo, a ponent de la Costa de les Basses i de Cal Joquer, a l'esquerra del barranc de la Torre.

## Etimologia
Es tracta d'un topònim romànic descriptiu, on el corònim indica que es tracta d'un obac per antonomàsia, sense que calgui cap complement del nom accessori. Tanmateix, es presenta en forma de derivat d'obaga, que indica una obaga petita i closa.